# Rocky Marquette
Rocky Marquette  är en amerikansk skådespelare född 15 maj 1980 i Fremont, Michigan.
Han är mest känd från filmen Shallow Ground, men har medverkat i sammanlagt 12 filmer.

## Filmografi
Spider-Man
A Softer Touch
No Thanks
Anderson's Cross
Shallow Ground
Iowa
Mortuary
Bondage
Triloquist
Crossing Paths